# Vadena
Vadena (niem. Pfatten) – miejscowość i gmina we Włoszech, w regionie Trydent-Górna Adyga, w prowincji Bolzano (Tyrol Południowy).
Liczba mieszkańców gminy wynosiła 1003 (dane z roku 2009). Język włoski jest językiem ojczystym dla 57,09%, niemiecki dla 42,4%, a ladyński dla 0,51% mieszkańców (2001).